# Elle-Máijá Tailfeathers
Elle-Máijá Tailfeathers (* 1985 in Cardston) ist eine kanadische Filmschauspielerin und Regisseurin/Filmemacherin.

## Leben
Elle-Máijá Tailfeathers wurde 1985 im kanadischen Cardston in einem Reservat der Kainai, einer Gruppe der First Nation geboren. Ihre Mutter Esther ist Ärztin und gehört zur Blackfoot Confederacy. Auch sie selbst ist Niitsitapi. Ihr Vater ist ein Sámi aus Nordnorwegen.
Tailfeathers studierte Schauspiel an der Vancouver Film School und hat einen Bachelor-Abschluss der University of British Columbia in First Nations Studies mit Nebenfach Frauen- und Geschlechterforschung. Im Jahr 2018 war Tailfeathers Sundance Institute Merata Mita Film Fellow. Sie ist zudem Alumnus des Berlinale Talent Lab, des Hot Docs Accelerator Lab, des Open Immersion Virtual Reality Lab der CFC/NFB/Ford Foundation, des Whistler Film Festival Aboriginal Film Fellowship und des International Sámi Film Institute Indigenes Filmstipendium.
In ihrem Dokumentarfilm Kímmapiiyipitssini – The Meaning of Empathy, der Ende April 2021 beim Hot Docs Canadian International Documentary Festival seine Premiere feierte, begleitet sie mehrere engagierte Mitglieder ihrer indigenen Gemeinschaft, so medizinisches Personal, Freiwillige in Suchtberatungszentren oder Rettungskräfte. Unter den porträtierten Menschen befindet sich auch ihre Mutter.

## Filmografie (Auswahl)
- 2012: A Red Girl's Reasoning (Kurzfilm)
- 2014: Rebel (Dokumentarfilm)
- 2016: On the Farm (als Schauspielerin)
- 2017: c'sna?m: The city before the city (Dokumentarfilm)
- 2019: The Body Remembers When the World Broke Open
- 2019: Blood Quantum (als Schauspielerin)
- 2021: Kímmapiiyipitssini – The Meaning of Empathy (Dokumentarfilm)
- 2021: Night Raiders (als Schauspielerin)
- 2022: Stellar (als Schauspielerin)

## Auszeichnungen (Auswahl)
Canadian Screen Award
- 2016: Nominierung als Bester Kurzdokumentarfilm (Rebel)
- 2017: Auszeichnung als Beste Hauptdarstellerin - Dramatic Program or Limited Series (On the Farm)
- 2020: Auszeichnung für die Beste Regie (The Body Remembers When the World Broke Open)
- 2020: Auszeichnung für das Beste Drehbuch (The Body Remembers When the World Broke Open)
- 2020: Nominierung als Beste Hauptdarstellerin (The Body Remembers When the World Broke Open)
- 2022: Auszeichnung als Beste Hauptdarstellerin (Night Raiders)
- 2022: Auszeichnung als Beste Langzeitdokumentation (Kímmapiiyipitssini: The Meaning of Empathy)[6]

Internationale Filmfestspiele Berlin
- 2019: Nominierung für den Crystal Bear in der Sektion Generation 14plus (The Body Remembers When the World Broke Open)

Toronto International Film Festival
- 2019: Honourable Mention	(The Body Remembers When the World Broke Open)
- 2019: Nominierung als Bester kanadischer Spielfilm (The Body Remembers When the World Broke Open)